# پرسرخس‌واران
پرسرخس‌واران (نام علمی: Pteridoideae) نام یک زیرخانواده از تیره پرسرخسیان است.